# Flik 58/D
La Fliegerkompanie 58/D (abbreviata in Flik 58/D) era una delle squadriglie della Kaiserliche und Königliche Luftfahrtruppen.

## Storia

### Prima guerra mondiale
Al 24 ottobre la Flik 58/D aveva compiti Divisionali (Divisions-Kompanie 58/D, Flik 58/D) era ad Ajdussina (Aidussina) al comando dell'Hptm Oskar Fekete nell'Isonzo Armee quando partecipò nella svolta della Battaglia di Caporetto. Al 15 giugno 1918 era a Ghirano al comando dell'Hptm Karl Freiherr von Holtz con gli Ufag C.I, Phönix C.I e Aviatik C.I quando partecipò all'offensiva della Battaglia del solstizio nell'Isonzo Armee. Al 15 ottobre la Flik 58/F era Beano (Codroipo) al comando dell'Oblt Gustav Rubritius che disponeva di 1 Ufag C.I, 3 Phönix C.I e 1 Aviatik C.I nell'Isonzo Armee.
Dopo la guerra, l'intera aviazione austriaca fu liquidata.